# Gudžaratski jezici
Gudžaratski jezici skupina jezika na prostorima Indije i Pakistana koji čine podskupinu od  (9) centralnih indoarijskih jezika. Centralnu skupinu čine s bhilskim, khandeskim, radžastanskim, romskim i zapadnohinduskim podskupinama i jezicima domari, powari, istočnopandžapskim i pet drugih uže neklasificiranih jezika. 
Predstavnici su, viz.: aer, [aeq]; gudžaratski, [guj]; jandavra, [jnd]; tri koli jezika kachi [gjk], parkari [kvx], wadiyara [kxp]; saurashtra, [saz]; vaghri, [vgr]; vasavi, [vas].

## Vanjske poveznice
- Ethnologue (14th)
- Ethnologue (15th)